# 청자 구룡형 주전자 (국보)
청자 구룡형 주전자(靑磁 龜龍形 注子)는 서울특별시 용산구 국립중앙박물관에 있는 고려 청자의 전성기인 12세기경에 만들어진 청자 주전자이다. 1962년 12월 20일 대한민국의 국보 제96호로 지정되었다.

## 개요
고려 청자의 전성기인 12세기경에 만들어진 청자 주전자로, 높이 17cm, 밑지름 10.3cm, 굽지름 9.9cm의 크기이다. 연꽃 위에 앉아있는 거북을 형상화했는데 물을 넣는 수구(水口), 물을 따르는 부리, 몸통, 손잡이로 구성되어 있다.
얼굴 모습은 거북이라기보다 오히려 용에 가깝다. 이마 위의 뿔과 수염, 갈기, 눈, 이빨, 비늘 등이 모두 정교하면서도 부드럽게 숙련된 솜씨로 만들어졌다. 두 눈의 눈동자는 검은색 안료를 사용하여 점을 찍었으며, 아래와 위의 이빨은 가지런하게 표현되어 있다. 목과 앞 가슴의 비늘은 음각했으며, 발톱은 실감나도록 양각해 놓았다.
등에는 거북등 모양을 새겨 그 안에 왕(王)자를 써 넣었고, 등 뒤로 꼬아 붙인 연꽃 줄기는 그대로 손잡이가 되도록 만들었다. 거북등 중앙에는 섬세하게 표현된 작은 연꽃잎을 오므려 그곳에 물을 담도록 되어있다. 유약은 회청색으로 은은한 윤기가 흐른다.
섬세하고 정교하게 표현된 거북의 모습은 우아한 비취색과 함께, 당시 유행한 동·식물 모양을 모방해서 만든 상형청자의 아름다움을 보여주는 좋은 작품이다.

## 같이 보기
- 청자 구룡형 주전자 - 보물 제452호

## 참고 자료
- 청자 구룡형 주전자 - 국가유산청 국가유산포털